# باد دیتسنباخ
باد دیتسنباخ (به آلمانی: Bad Ditzenbach) یک منطقهٔ مسکونی در آلمان است که در گوپینگن واقع شده‌است. باد دیتسنباخ ۳٬۷۳۷ نفر جمعیت دارد.